# Uveđ
Uveđ (mađ.  Pécsújhegy‎) je danas četvrt grada Pečuha u južnoj Mađarskoj.

## Zemljopisni položaj
Nalazi se na 46° 4' sjeverne zemljopisne širine i 18° 15' istočne zemljopisne dužine. 
Bogadin je 2,5 km sjeveroistočno, Kozar je 1 km istočno, četvrt Isik je južno, a grad Pečuh je zapadno. 2 km južno je Mišljen.

## Upravna organizacija
Upravno pripada gradu Pečuhu u Baranjskoj županiji. 

## Promet
Kroz Uveđ prolazi željeznička pruga Pečuh – Bacik u pravcu istok-zapad, a u Uveđu se nalazi željeznička postaja.
Kroz Uveđ u pravcu sjever-jug prolazi cestovna prometnica koja spaja državnu cestu br. 6 s državnom cestom br. 57.